# Vườn quốc gia Ruvubu
Vườn quốc gia Ruvubu (tiếng Pháp: Parc National de la Ruvubu) là một vườn quốc gia nằm tại các tỉnh Karuzi, Muyinga, Cankuzo và Ruyigi của Burundi. Được thành lập vào năm 1980 với diện tích 508 km2 (196 dặm vuông Anh), đây là vườn quốc gia lớn nhất của đất nước. Ranh giới của nó tiếp giáp với nước láng giềng Tanzania về phía nam.

## Mô tả
Tên của nó được lấy từ con sông Ruvubu chảy dài qua vườn quốc gia nên các thung lũng sông là cảnh quan chiếm ưu thế. Đây là nơi có dấu tích cuối cùng của hệ sinh thái đồng cỏ tự nhiên từng bao phủ phần lớn phía đông bắc của Burundi. Vườn quốc gia này là nhà của nhiều loài động vật hoang dã đáng chú ý gồm hà mã, cá sấu sông Nin, trâu rừng châu Phi, linh dương nước, linh dương hoẵng, khỉ đầu chó olive, khỉ vervet, khỉ đỏ colobus, khỉ đêm Senegal cùng 200 loài chim.